# Marcel Müller
Marcel Müller, född 10 juli 1988 i Berlin, är en tysk professionell ishockeyspelare som spelar för Krefeld Pinguine i DEL2. Müller gjorde seniordebut med Eisbären Berlin i DEL vid 17-års ålder och vann 2006 tyskt guld. Han lämnade Berlin inför säsongen 2007/08 för spel med seriekonkurrenten Kölner Haie. I juli 2010 skrev Müller på för Toronto Maple Leafs i NHL, med vilka han spelade totalt tre matcher. Han tillbringade istället större delen av de två efterföljande säsongerna med Maple Leafs farmarlag, Toronto Marlies i AHL.
Säsongen 2012/13 skrev Müller på för Modo Hockey i Svenska Hockeyligan, där han tillbringade en säsong innan han återvände till DEL. De fyra efterföljande säsongerna spelade han för tre olika klubbar i Tyskland: Kölner Haie, Krefeld Pinguine och Hamburg Freezers. I februari 2017 skrev han ett avtal med Linköping HC i SHL, men återvände efter säsongens slut till Pinguine. Han avslutade säsongen 2017/18 med Leksands IF i Hockeyallsvenskan, för att sedan återvända till Kölner Haie i DEL. Müller tillhörde Haie fram till 2022, men missade hela säsongen 2018/19 på grund av skada. Från säsongen 2022/23 har han spelat både för Krefeld Pinguine, nu i DEL2, samt Straubing Tigers i DEL.
Müller har spelat två VM och ett OS med Tysklands landslag, och också spelat två JVM och ett U18-VM.

## Karriär

### Klubblagskarriär

#### 2005–2013: Början av karriären och spel utomlands
Efter att ha vunnit U18-guld i Tyskland två år i följd med Jungadler Mannheim, började Müller spela för Eisbären Berlins U18-lag säsongen 2005/06. Under denna säsong fick han också chansen att spela med klubbens A-lag i DEL. Säsongen därpå varvade han spel i DEL med spel i Eisbärens juniorlag. Totalt noterades han för 60 grundseriematcher i DEL (två mål och åtta assist), innan han lämnade klubben för spel med seriekonkurrenten Kölner Haie inför säsongen 2007/08. I Kölner Haie spelade han tre säsonger och gjorde sin poängmässigt bästa säsong 2009/10 då han på 53 matcher noterades för 56 poäng (24 mål, 32 assist), han var också lagets mest utvisade spelare med 122 utvisningsminuter.
I juli 2010 meddelade NHL-klubben Toronto Maple Leafs att man skrivit ett tvåårskontrakt med Müller. Han inledde därefter säsongen med klubbens farmarlag, Toronto Marlies och spelade sin första match i AHL den 9 oktober samma år. Den 24 november 2010 gjorde han sitt första mål i serien, på Tom McCollum, i en 1–3-seger mot Grand Rapids Griffins. I januari 2011 blev han uppkallad till Maple Leafs och gjorde sedan NHL-debut den 15 januari samma år. Totalt fick Müller spela tre NHL-matcher innan han skickades tillbaka till Marlies. Hela den efterföljande säsongen tillbringade Müller i AHL med Marlies, och noterades för 47 poäng på 73 matcher (14 mål, 33 assist).
Inför säsongen 2012/13 återvände han till Europa och den 20 juli 2012 meddelade Modo Hockey att de skrivit ett ettårskontrakt med Müller. Han gjorde SHL-debut den 13 september 2012 och gjorde sitt första mål i serien den 20 september samma månad, på Július Hudáček, i en 6–7-förlust mot Frölunda HC. 

#### 2013–2019: Återkomst till Tyskland
Efter att Modo slagits ut av Färjestad BK i SM-slutspelet så bekräftades det under sommaren 2013 att Müller återvänt till Kölner Haie. I början av november 2014 meddelade Kölner Haie att man rivit kontraktet med Müller, och senare samma månad meddelade seriekonkurrenten Krefeld Pinguine att man skrivit kontrakt med Müller. Klubben slogs tidigt ut i slutspelet där Müller vann lagets interna poängliga med fem poäng på tre matcher. Därefter tillbringade han en säsong med Hamburg Freezers innan han återvände till Krefeld. Säsongen 2016/17 var han lagets näst bästa poängplockare när han i mitten av februari 2017 lämnade klubben för spel med Linköping HC i SHL. Under SM-slutspelet 2017 var Müller Linköpings poängmässigt bästa spelare då han på sex matcher stod för två mål. Efter säsongens slut återvände Müller till Krefeld Pinguine i DEL.
Säsongen 2017/18 var Müller den poängmässigt bäste spelaren i Krefeld Pinguine och slutade tvåa, bakom Keith Aucoin, i den totala poängligan med 52 poäng på 43 matcher (24 mål, 28 assist). Laget misslyckades dock att ta sig till slutspel och likt föregående säsong så lämnade Müller laget i februari 2018. Den här gången skrev han ett avtal med Leksands IF i Hockeyallsvenskan för resten av säsongen. I grundserien hade Müller ett poängsnitt på en poäng per match. Leksand misslyckades att ta sig till SHL och efter säsongens slut stod det klart att Müller för tredje gången i sin karriär skrivit på för Kölner Haie i DEL. Müller missade dock hela säsongen 2018/19 då han under ett landslagsuppdrag i april 2018 ådragit sig en knäskada.

#### Från 2019: Haie, Pinguine och Tigers

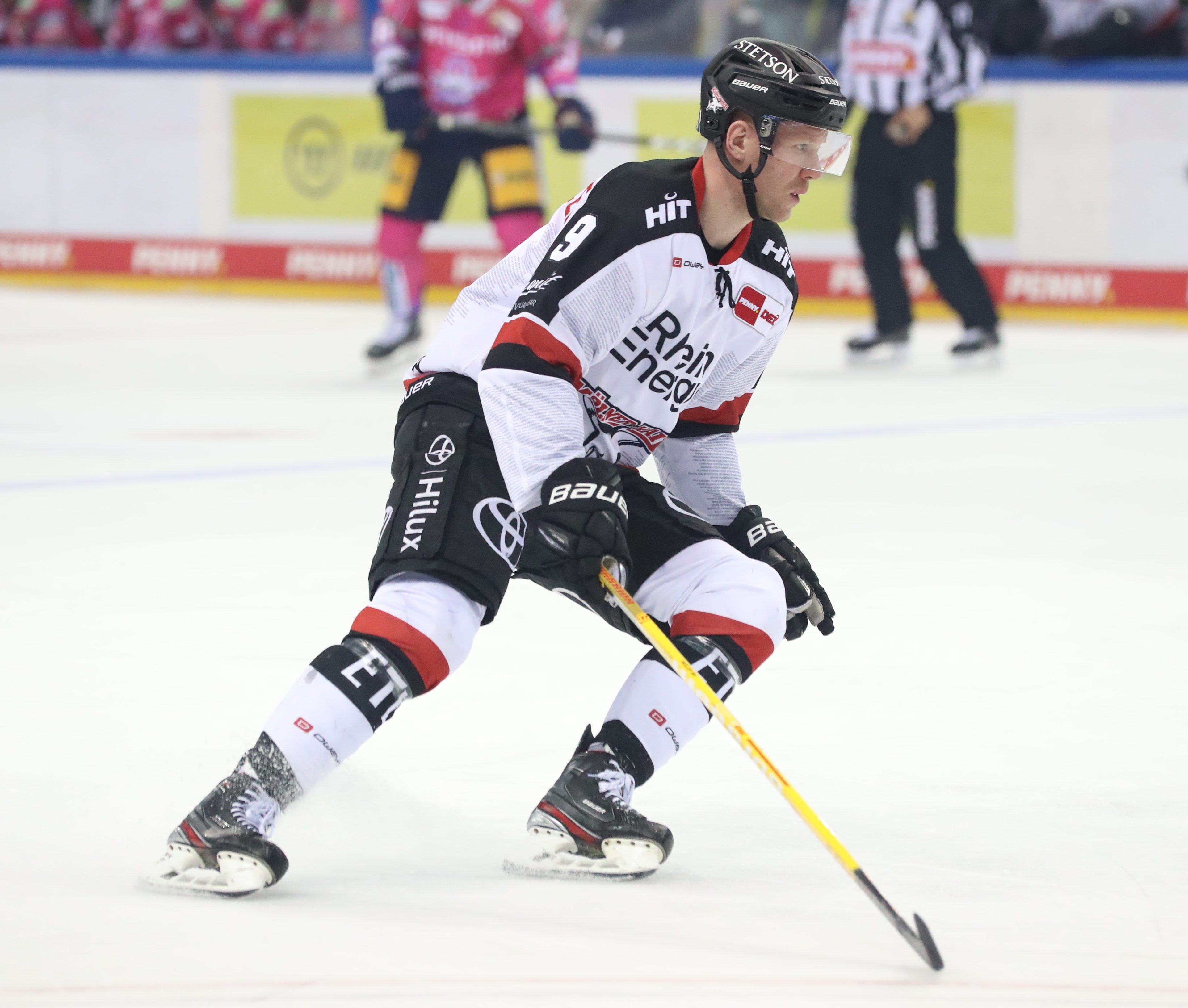
Müller med Kölner Haie, 2021.

Den 17 mars 2020 meddelades det att Müller förlängt sitt avtal med Haie med ytterligare två säsonger. Inför den följande säsongen utsågs han till assisterande lagkapten i Haie. Då DEL skulle komma att starta senare än vanligt, inledde Müller säsongen med Kassel Huskies i DEL2 där han spelade sex matcher och noterades för fyra mål och fyra assistpoäng. Vid återkomsten till Haie noterades han för 19 poäng på 38 grundseriematcher och var den i laget som ådrog sig flest utvisningsminuter (42).
Müller gjorde sin fjärde säsong med Haie 2021/22. Laget slutade på tionde plats i grundserietabellen och var därmed det sista laget att ta sig till slutspel. Müller noterades för 26 poäng på 46 grundseriematcher (11 mål, 15 assist). I slutspelets play-in slog laget ut ERC Ingolstadt med 2–0 i matcher. Därefter besegrades man av Eisbären Berlin, som senare kom att bli mästare, med 3–0 i matcher. På dessa fem matcher gick Müller poänglös.
Den 11 maj 2022 bekräftades det att Müller återvänt till Krefeld Pinguine, nu i den tyska andradivisionen DEL2. Den 28 oktober samma år stod Müller för ett hat trick då Selber Wölfe besegrades med 6–2. Müller gjorde sin poängmässigt bästa säsong som senior och vann DEL2:s poängliga med 70 poäng på 50 grundseriematcher. Han var också den spelaren i serien som noterades för flest assistpoäng (46). Müller vann sedan också Pinguines interna poängliga i det efterföljande slutspelet då han stod för 14 poäng på 12 matcher (tre mål, elva assist). Under säsongens gång hade han också bäst plus/minus-statistik i laget i både grundserien (20) och i slutspelet (10).
Den 13 juli 2023 stod det klart att Müller på nytt lämnat Pinguine, denna gång för spel med Straubing Tigers i DEL. Müller spelade 31 grundseriematcher och missade en stor del av säsongen på grund av skadeproblem. På dessa matcher stod han för 16 poäng, varav nio mål. Den 8 maj 2024 bekräftades det att Müller förlängt sitt avtal med Tigers med ytterligare ett år. Han spelade med klubben fram till januari 2025 och stod för två mål och lika många assistpoäng på 22 grundseriematcher. Den 27 januari 2025 stod det klart att han lämnat Tigers och återvänt till Pinguine i DEL2. Laget slutade tvåa i grundserien där Müller noterades för en poäng per match. I det följande slutspelet noterades han för ett hat trick den 16 mars 2025 i en 7–1-seger mot 1. EV Weiden. I slutspelet slogs laget ut i semifinal av EV Ravensburg med 4–2 i matcher. Müller var lagets näst bästa spelare poängmässigt med 16 poäng på 12 matcher (sju mål, nio assist).

### Landslagskarriär

#### 2006–2008: Ungdoms- och juniorlandslag
Müller blev uttagen att spela U18-VM för Tyskland 2006 i Sverige. Laget vann endast en match i gruppspelet och tvingades därför till kvalspel. Tyskland klarade sig kvar i U18-VM:s toppdivision då man slutade på andra plats i kvalet. På sex matcher noterades Müller för fyra assistpoäng. 2007 blev han för första gången uttagen till JVM, som detta år avgjordes i Sverige. I den inledande matchen avgjorde Müller till Tysklands fördel då man besegrade USA med 2–1 efter förlängningsspel. Detta kom också att bli hans enda poäng under denna turnering. Tyskland tvingades till spel i nedflyttningsgruppen där man med sämre målskillnad än Slovakien degraderades till JVM:s Division I. I det efterföljande JVM i Tyskland lyckades laget ta sig tillbaka till JVM:s toppdivision då man vann samtliga matcher i grupp A. Müller spelade fyra av fem matcher och med 35 utvisningsminuter var han turneringens mest utvisade spelare, tillsammans med Ukrainas Ruslan Svyrydov.

#### 2007–2018: A-landslaget
Müller debuterade med Tysklands A-landslag den 30 oktober 2007 i en 4–2-seger mot Tjeckien. Han gjorde sin första poäng i A-landslaget då han assisterade till ett av målen i en 4–2-seger mot Lettland den 4 april 2009. I en träningsmatch mot Lettland, den 14 februari 2010, gjorde han sitt första mål i A-landslaget. Därefter var han uttagen att representera Tyskland under de Olympiska spelen i Vancouver 2010. Laget slutade sist i grupp C och slogs sedan ut av Kanada. På fyra matcher noterades Müller för två assistpoäng och slutade därmed tvåa i lagets interna poängliga.
Därefter spelade han i maj samma år sitt första VM, som avgjordes på hemmaplan i Tyskland. Laget slutade två i grupp D sedan man besegrat både USA och Danmark. I mellanrundan slutade man på tredje plats i grupp E, sedan man bland annat besegrat Slovakien. I kvartsfinalen slog man ut Schweiz med 1–0, men föll därefter i semifinalen mot Ryssland med 2–1 sedan Pavel Datsiuk avgjort matchen med mindre än två minuter kvar att spela. I bronsmatchen ställdes Tyskland mot Sverige och föll med 3–1. På nio matcher noterades Müller för två poäng (ett mål, en assist). Året därpå spelade han sitt andra VM – denna gång i Slovakien. Tyskland vann grupp A sedan man i tur och ordning besegrat Ryssland, Slovakien och Slovenien. I mellanspelsrundan förlorade laget alla sina matcher men gick ändå till kvartsfinal där man ställdes mot Sverige, som vann med 5–2. Müller gjorde sitt poängmässigt bästa mästerskap då han på sju matcher noterades för fem poäng (ett mål, fyra assist) och vann därmed Tysklands interna poängliga.

## Statistik

### Klubblag
|            |                     |            |                               | Grundserie                    | Grundserie                    | Grundserie                    | Grundserie                    | Grundserie                    |                               | Slutspel                      | Slutspel                      | Slutspel                      | Slutspel                      | Slutspel |
| Säsong     | Klubb               | Liga       | Matcher                       | Mål                           | Assist                        | Poäng                         | Utv.                          | Matcher                       | Mål                           | Assist                        | Poäng                         | Utv.                          |                               |          |
| ---------- | ------------------- | ---------- | ----------------------------- | ----------------------------- | ----------------------------- | ----------------------------- | ----------------------------- | ----------------------------- | ----------------------------- | ----------------------------- | ----------------------------- | ----------------------------- | ----------------------------- | -------- |
| 2005–06    | Eisbären Berlin     | DEL        | 24                            | 1                             | 1                             | 2                             | 20                            | —                             | —                             | —                             | —                             | —                             |                               |          |
| 2006–07    | Eisbären Berlin     | DEL        | 36                            | 1                             | 7                             | 8                             | 53                            | 3                             | 0                             | 0                             | 0                             | 14                            |                               |          |
| 2007–08    | Kölner Haie         | DEL        | 44                            | 6                             | 7                             | 13                            | 61                            | 14                            | 1                             | 1                             | 2                             | 6                             |                               |          |
| 2008–09    | Kölner Haie         | DEL        | 41                            | 11                            | 14                            | 25                            | 60                            | —                             | —                             | —                             | —                             | —                             |                               |          |
| 2009–10    | Kölner Haie         | DEL        | 53                            | 24                            | 32                            | 56                            | 122                           | 3                             | 0                             | 4                             | 4                             | 2                             |                               |          |
| 2010–11    | Toronto Marlies     | AHL        | 57                            | 14                            | 19                            | 33                            | 44                            | —                             | —                             | —                             | —                             | —                             |                               |          |
| 2010–11    | Toronto Maple Leafs | NHL        | 3                             | 0                             | 0                             | 0                             | 2                             | —                             | —                             | —                             | —                             | —                             |                               |          |
| 2011–12    | Toronto Marlies     | AHL        | 72                            | 14                            | 33                            | 47                            | 71                            | 9                             | 2                             | 3                             | 5                             | 4                             |                               |          |
| 2012–13    | Modo Hockey         | SHL        | 53                            | 8                             | 14                            | 22                            | 34                            | 5                             | 2                             | 2                             | 4                             | 16                            |                               |          |
| 2013–14    | Kölner Haie         | DEL        | 45                            | 8                             | 20                            | 28                            | 93                            | 17                            | 1                             | 4                             | 5                             | 12                            |                               |          |
| 2014–15    | Kölner Haie         | DEL        | 6                             | 0                             | 2                             | 2                             | 29                            | —                             | —                             | —                             | —                             | —                             |                               |          |
| 2014–15    | Krefeld Pinguine    | DEL        | 32                            | 19                            | 16                            | 35                            | 18                            | 3                             | 3                             | 2                             | 5                             | 0                             |                               |          |
| 2015–16    | Hamburg Freezers    | DEL        | 50                            | 8                             | 18                            | 26                            | 55                            | —                             | —                             | —                             | —                             | —                             |                               |          |
| 2016–17    | Krefeld Pinguine    | DEL        | 43                            | 15                            | 22                            | 37                            | 98                            | —                             | —                             | —                             | —                             | —                             |                               |          |
| 2016–17    | Linköping HC        | SHL        | 9                             | 2                             | 1                             | 3                             | 4                             | 6                             | 2                             | 0                             | 2                             | 4                             |                               |          |
| 2017–18    | Krefeld Pinguine    | DEL        | 43                            | 24                            | 28                            | 52                            | 48                            | —                             | —                             | —                             | —                             | —                             |                               |          |
| 2017–18    | Leksands IF         | HA         | 8                             | 2                             | 6                             | 8                             | 10                            | 7                             | 0                             | 1                             | 1                             | 10                            |                               |          |
| 2018–19    | Kölner Haie         | DEL        | Spelade ej på grund av skada. | Spelade ej på grund av skada. | Spelade ej på grund av skada. | Spelade ej på grund av skada. | Spelade ej på grund av skada. | Spelade ej på grund av skada. | Spelade ej på grund av skada. | Spelade ej på grund av skada. | Spelade ej på grund av skada. | Spelade ej på grund av skada. | Spelade ej på grund av skada. |          |
| 2019–20    | Kölner Haie         | DEL        | 40                            | 12                            | 11                            | 23                            | 49                            | —                             | —                             | —                             | —                             | —                             |                               |          |
| 2020–21    | Kassel Huskies      | DEL2       | 6                             | 4                             | 4                             | 8                             | 2                             | —                             | —                             | —                             | —                             | —                             |                               |          |
| 2020–21    | Kölner Haie         | DEL        | 38                            | 10                            | 9                             | 19                            | 42                            | —                             | —                             | —                             | —                             | —                             |                               |          |
| 2021–22    | Kölner Haie         | DEL        | 46                            | 11                            | 15                            | 26                            | 33                            | 5                             | 0                             | 0                             | 0                             | 27                            |                               |          |
| 2022–23    | Krefeld Pinguine    | DEL2       | 50                            | 24                            | 46                            | 70                            | 26                            | 12                            | 3                             | 11                            | 14                            | 4                             |                               |          |
| 2023–24    | Straubing Tigers    | DEL        | 31                            | 9                             | 7                             | 16                            | 6                             | —                             | —                             | —                             | —                             | —                             |                               |          |
| 2024–25    | Straubing Tigers    | DEL        | 22                            | 2                             | 2                             | 4                             | 8                             | —                             | —                             | —                             | —                             | —                             |                               |          |
| 2024–25    | Krefeld Pinguine    | DEL2       | 10                            | 4                             | 6                             | 10                            | 2                             | 12                            | 7                             | 9                             | 16                            | 4                             |                               |          |
| DEL totalt | DEL totalt          | DEL totalt | 572                           | 159                           | 210                           | 368                           | 787                           | 45                            | 5                             | 11                            | 16                            | 61                            |                               |          |
| AHL totalt | AHL totalt          | AHL totalt | 130                           | 28                            | 52                            | 80                            | 115                           | 9                             | 2                             | 3                             | 5                             | 4                             |                               |          |

### Internationellt
| År            | Lag           | Turnering     | Matcher | Mål | Assists | Poäng | Utv. |
| ------------- | ------------- | ------------- | ------- | --- | ------- | ----- | ---- |
| 2006          | Tyskland      | U18-VM        | 6       | 0   | 4       | 4     | 4    |
| 2007          | Tyskland      | JVM           | 6       | 1   | 0       | 1     | 4    |
| 2008          | Tyskland      | JVM-D1        | 4       | 1   | 2       | 3     | 35   |
| 2010          | Tyskland      | OS            | 4       | 0   | 2       | 2     | 12   |
| 2010          | Tyskland      | VM            | 9       | 1   | 1       | 2     | 0    |
| 2011          | Tyskland      | VM            | 7       | 1   | 4       | 5     | 6    |
| Senior totalt | Senior totalt | Senior totalt | 20      | 2   | 7       | 9     | 18   |
| Junior totalt | Junior totalt | Junior totalt | 16      | 2   | 6       | 8     | 43   |